# 迦葉佛

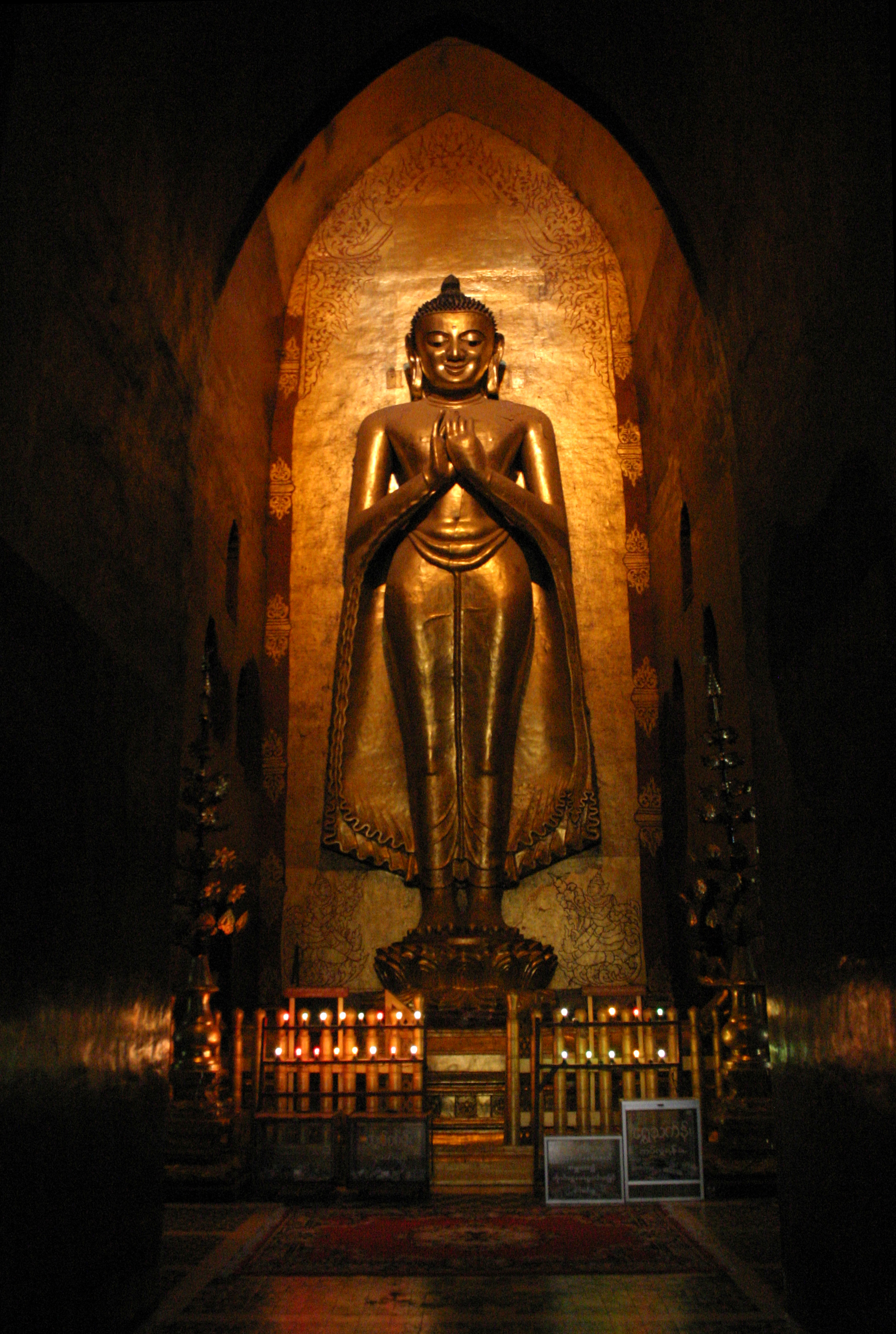
蒲甘阿難陀寺迦葉佛像

迦葉佛，是過去七佛中的第六位佛陀，婆羅門種姓，姓迦葉（梵語：काश्यप），又譯迦舍博，意譯飲光、持光。人壽二萬歲時坐在尼拘律樹下成佛，而後转法轮，諸弟子中提舍和婆羅婆爲最上，有執事弟子名善友。迦叶佛之父名梵德，婆羅門種；母名財主；有子名集軍。当时的国王名汲毗，王城名波羅奈。